# .308×1,5" Barnes
El .308 × 1,5 "Barnes es un cartucho "wildcat" desarrollado a partir del casquillo del .308 Winchester (7,62 × 51 mm OTAN). 
Es muy similar al cartucho ruso (M43) 7,62 × 39 mm, aunque supera al cartucho soviético. Fue diseñado por Frank C. Barnes en marzo de 1961 al acortar el .308 Winchester a 1,5 pulgadas, dándole un ángulo de hombro de 20° (α=40°) similar al del cartucho principal.[cita requerida]</link>

## Historia
Los primeros rifles encargados para el trabajo de desarrollo de Barnes para el cartucho de .308 × 1,5 "fueron un Mauser modelo 96 sueco con un 1 en 12 (305 mm) construido por Les Corbet y un Remington Rolling Block con un paso de 1 en 10 construido por PO Ackley. 
Debido a los pesos de la bala y el rendimiento del cartucho, el paso de 1 en 12 se convirtió en el estándar por consenso.